# ブライアン・メイ・バンド
ザ・ブライアン・メイ・バンド (The Brian May Band) は、クイーンのギタリスト、ブライアン・メイを中心としていたイギリスのロックバンド。バンドは、もともと1991年10月に、スペインのセビリアで開催されたギター・レジェンズ・ギター・フェスティバルに出演するメイのために組織された。彼のスタジオアルバムをプロモートするために彼らはメイと共にツアーを行っている。彼らだけのライブアルバム「ライヴ・アット・ザ・ブリクストン・アカデミー」を1993年にリリースしている。その後すぐに、北アメリカ、ヨーロッパ、日本でツアーをした。このツアーは、メイが、クイーンのロジャー・テイラーやジョン・ディーコンと、クイーン最後のアルバム『メイド・イン・ヘヴン』の制作のため、1993年12月に終了した。

## ディスコグラフィー
- ライヴ・アット・ザ・ブリクストン・アカデミー (1993年)